# Mortcerf
Mortcerf is een gemeente in het Franse departement Seine-et-Marne (regio Île-de-France) en telt 1414 inwoners (2005). De plaats maakt deel uit van het arrondissement Provins.

## Geografie
De oppervlakte van Mortcerf bedraagt 17,9 km², de bevolkingsdichtheid is 79,0 inwoners per km².

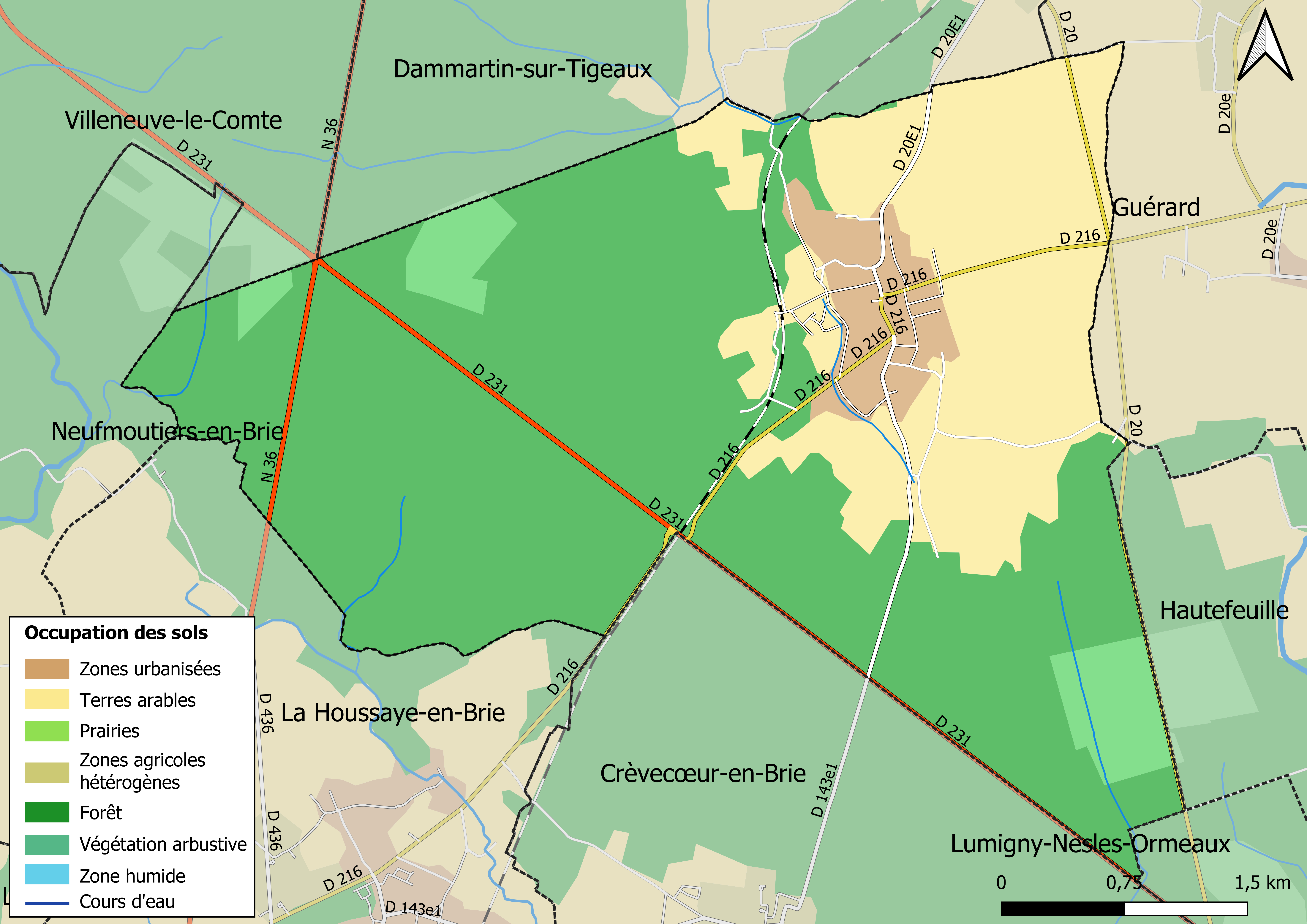
Kaart van de gemeente met de belangrijkste infrastructuur, bodemgebruik en omliggende gemeenten

## Verkeer en vervoer
In de gemeente ligt spoorwegstation Mortcerf.

## Demografie
Onderstaande figuur toont het verloop van het inwonertal (bron: INSEE-tellingen).